# The Wolf and His Mate
The Wolf and His Mate er en amerikansk stumfilm fra 1918 af Edward LeSaint.

## Medvirkende
- Louise Lovely - Bess Nolan
- Jack Hoxie - Donald Bayne
- George Odell - Steve Nolan
- Betty Schade - Vida Burns
- Georgia French - Rose Nolan
- Hector Dion - 'Snaky' Burns